# Podsavezna nogometna liga Kragujevac 1955./56.
Podsavezna liga Kragujevac bila je liga trećeg stupnja nogometnog prvenstva Jugoslavije u sezoni 1955./56.
 Sudjelovalo je 13 klubova, a prvak je bio "Napredak" iz Kruševca.

## Ljestvica
| mj. | klub                       | ut. | pob. | ner. | por. | gol+ | gol- | bod |
| --- | -------------------------- | --- | ---- | ---- | ---- | ---- | ---- | --- |
| 1. | Napredak Kruševac          | 23  | 14   | 6    | 3    | 47   | 16   | 34  |
| 2. | Sloboda Titovo Užice       | 23  | 14   | 6    | 3    | 43   | 14   | 34  |
| 3. | Budućnost Ćuprija          | 23  | 11   | 3    | 9    | 45   | 40   | 25  |
| 4. | Takovo Gornji Milanovac    | 23  | 9    | 6    | 8    | 36   | 33   | 24  |
| 5. | Mladost/Morava Svetozarevo | 23  | 9    | 5    | 9    | 40   | 42   | 23  |
| 6. | Jedinstvo Paraćin          | 23  | 8    | 7    | 8    | 37   | 40   | 23  |
| 7. | Deževa Novi Pazar          | 23  | 9    | 4    | 10   | 31   | 39   | 22  |
| 8. | Železničar Kraljevo        | 23  | 8    | 6    | 9    | 36   | 34   | 22  |
| 9. | Šumadija Kragujevac        | 23  | 8    | 5    | 10   | 48   | 42   | 21  |
| 10. | Borac Bivolje              | 23  | 8    | 4    | 11   | 34   | 42   | 20  |
| 11. | Omladinac/Sloboda Čačak    | 23  | 8    | 3    | 12   | 26   | 42   | 19  |
| 12. | Radnički Svilajnac         | 23  | 7    | 1    | 15   | 25   | 42   | 15  |
| 13. | Metalac Kraljevo           | 12  | 2    | 1    | 9    | 15   | 39   | 5   |
| |                            |     |      |      |      |      |      |     |
| - Metalac Kraljevo nije igrao proljetni dio prvenstva - Omladinac Čačak je tijekom polusezone promijenio ime u Sloboda Čačak - Na kraju sezone Železničar Kraljevo i Metalac Kraljevo spojili su se u novi klub zvan Lokomotiva Kraljevo - Mladost Svetozarevo promijenila je ime u Morava Svetozarevo |                            |     |      |      |      |      |      |     |
| Izvori: |                            |     |      |      |      |      |      |     |